# Collanges
Pour l’article ayant un titre homophone, voir Collange.
Cet article possède un paronyme, voir Coulanges.
Collanges est une commune française située dans le département du Puy-de-Dôme, en région Auvergne-Rhône-Alpes.

## Géographie
| Boudes  | Chalus        | Saint-Germain-Lembron |
| Madriat | Collanges     |                       |
|         | Saint-Gervazy | Vichel                |

### Climat
Pour des articles plus généraux, voir Climat d'Auvergne-Rhône-Alpes et Climat du Puy-de-Dôme.
En 2010, le climat de la commune est de type climat océanique dégradé des plaines du Centre et du Nord, selon une étude du Centre national de la recherche scientifique s'appuyant sur une série de données couvrant la période 1971-2000. En 2020, Météo-France publie une typologie des climats de la France métropolitaine dans laquelle la commune est exposée à un climat de montagne ou de marges de montagne et est dans la région climatique  Nord-est du Massif Central, caractérisée par une pluviométrie annuelle de 800 à 1 200 mm, bien répartie dans l’année. 
Pour la période 1971-2000, la température annuelle moyenne est de 10,9 °C, avec une amplitude thermique annuelle de 16,5 °C. Le cumul annuel moyen de précipitations est de 633 mm, avec 7,4 jours de précipitations en janvier et 6,5 jours en juillet. Pour la période 1991-2020, la température moyenne annuelle observée sur la station météorologique de Météo-France la plus proche, « Issoire », sur la commune d'Issoire à 12 km à vol d'oiseau, est de 12,0 °C et le cumul annuel moyen de précipitations est de 610,7 mm,. Pour l'avenir, les paramètres climatiques de la commune estimés pour 2050 selon différents scénarios d'émission de gaz à effet de serre sont consultables sur un site dédié publié par Météo-France en novembre 2022.

## Urbanisme

### Typologie
Au 1er janvier 2024, Collanges est catégorisée commune rurale à habitat dispersé, selon la nouvelle grille communale de densité à sept niveaux définie par l'Insee en 2022.
Elle est située hors unité urbaine. Par ailleurs la commune fait partie de l'aire d'attraction d'Issoire, dont elle est une commune de la couronne,. Cette aire, qui regroupe 53 communes, est catégorisée dans les aires de moins de 50 000 habitants,.

### Occupation des sols
L'occupation des sols de la commune, telle qu'elle ressort de la base de données européenne d’occupation biophysique des sols Corine Land Cover (CLC), est marquée par l'importance des territoires agricoles (78 % en 2018), en augmentation par rapport à 1990 (68,9 %). La répartition détaillée en 2018 est la suivante : 
terres arables (56 %), forêts (21,8 %), zones agricoles hétérogènes (18,9 %), prairies (3,1 %), milieux à végétation arbustive et/ou herbacée (0,1 %). L'évolution de l’occupation des sols de la commune et de ses infrastructures peut être observée sur les différentes représentations cartographiques du territoire : la carte de Cassini (XVIIIe siècle), la carte d'état-major (1820-1866) et les cartes ou photos aériennes de l'IGN pour la période actuelle (1950 à aujourd'hui).

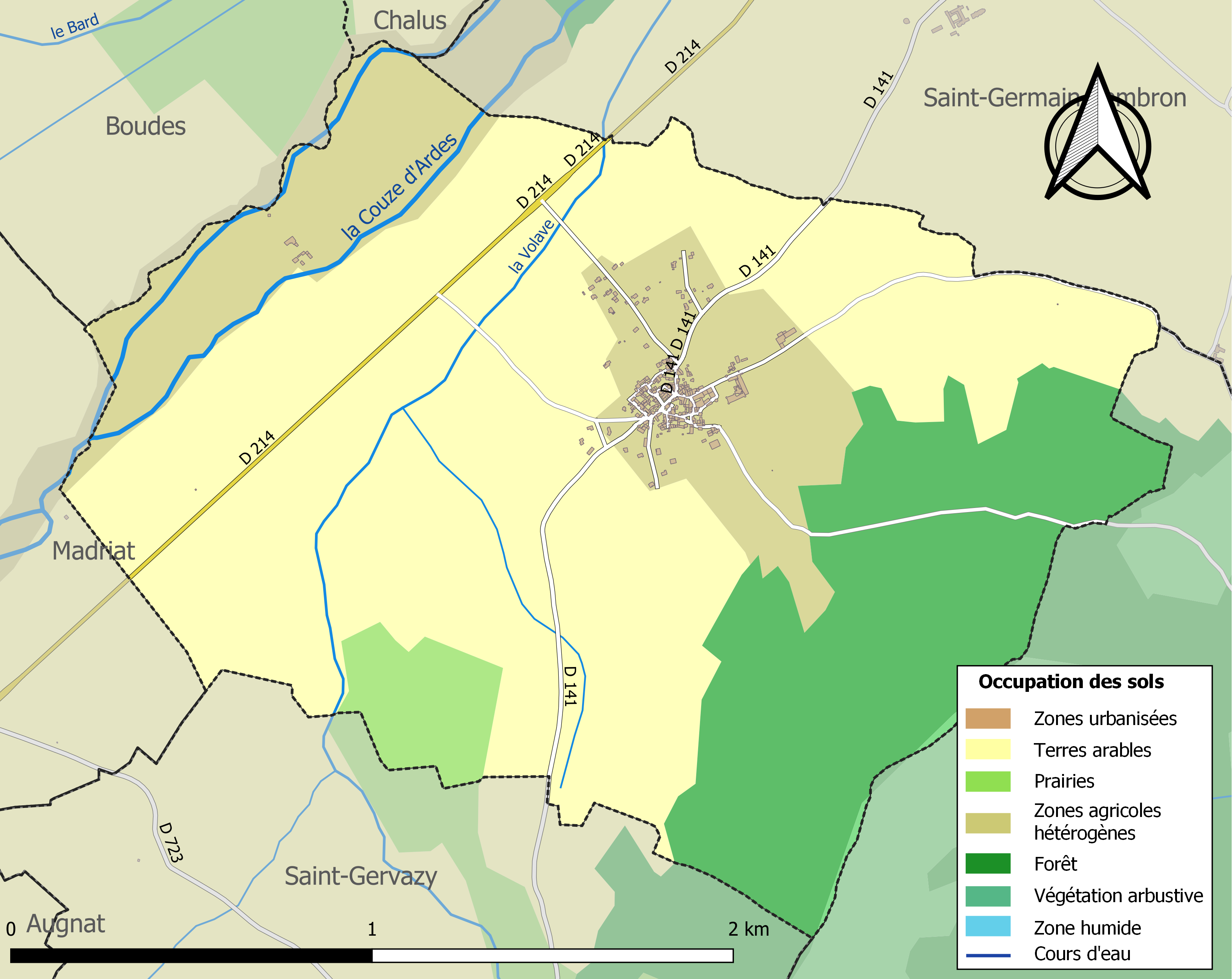
Carte des infrastructures et de l'occupation des sols de la commune en 2018 (CLC).

## Toponymie
Le paysan libre obtenait le droit de s'établir dans une colonica dont il était le colon.
Dès le VIIIe siècle sont apparues des colonicæ.

## Histoire
L'histoire du village est directement liée aux événements et aux développements des seigneurs du château de Collanges.

### Néolithique
Une hache en pierre polie a été trouvée en 1928 à Collanges dans le terrain près de la maison Delphaut (aujourd’hui, Chabrillat). Elle est en pierre polie noire et brillante ; elle mesure 13 × 6 × 2,5 cm. Un mégalithe, « la pierre bleue », se trouve devant le château; son poids est de près d’une tonne. Les anciens rapportent que les représentants du village se réunissaient autour de cette pierre ; elle se trouvait alors, près du pont levis du fort villageois, réservé à l’entrée des tenanciers.

### Construction de l'église paroissiale Saint Martial
Une église romane est reconstruite ; elle est dédiée à Saint Eutrope (le Pape Urbain II se rend à Saintes sur le tombeau du saint après avoir prêché la 1re croisade au concile de Clermont en 1095).

### Fort villageois
Le donjon du château actuel correspond à la tour seigneuriale construite près de l'église romane ; la tour est mentionnée en 1210. Le fort villageois est construit début du XVe siècle. Il forme un ensemble défensif ouvert à tous et englobe la maison forte et l'église. La maison forte avec son donjon et l’église avec son clocher participent à la défense du Fort. Le fort est entouré d'un large fossé et d'un mur flanqué de tourelles d'angle. Il comprend les loges de vingt-deux tenanciers, la « basse-cour du fort »  à l’est et la « basse-cour du château » à l’ouest. Le fort est desservi par deux entrées qui empruntent des ponts franchissant les fossés : l'entrée nord, en bordure de laquelle se trouve un corps de garde, ouvre dans la basse-cour du fort ; l'entrée sud donne accès à la terrasse du château. Au XVIIIe siècle, l’ancienne maison forte et le rempart sud du fort villageois sont transformés pour rendre le château habitable. Entre 1808 et 1837, les fossés nord, sud et ouest sont comblés et le fossé est est transformé en pièce d’eau. La façade nord du château refaite entre 1808 et 1837 : elle intègre la tour Nord-Ouest (construite entre 1740 et 1808) et une seconde  tour Nord-Est  est construite en symétrie. Autour de 1870, les remparts nord, ouest et est sont démolis. Un nouveau mur d’enceinte est construit qui enserre le château dans son parc. Puis de nouvelles écuries sont bâties dans l’ancien fossé est du fort. Le mur sud du château correspond à l’ancien rempart sud du fort villageois. Dans ses 55 m de long, il intégrait la tour seigneuriale.

## Politique et administration
| Période                                  | Période                   | Identité        | Étiquette | Qualité               |
| ---------------------------------------- | ------------------------- | --------------- | --------- | --------------------- |
| Les données manquantes sont à compléter. |                           |                 |           |                       |
| 1977                                     | 1983                      | Pierre Mareuge  | PS        |                       |
| juillet 2017 (réélue en 2020)            | En cours (au 9 août 2020) | Nathalie Zanin, |           | Assistante maternelle |

## Population et société

### Démographie
L'évolution du nombre d'habitants est connue à travers les recensements de la population effectués dans la commune depuis 1793. Pour les communes de moins de 10 000 habitants, une enquête de recensement portant sur toute la population est réalisée tous les cinq ans, les populations de référence des années intermédiaires étant quant à elles estimées par interpolation ou extrapolation. Pour la commune, le premier recensement exhaustif entrant dans le cadre du nouveau dispositif a été réalisé en 2006.

En 2022, la commune comptait 156 habitants, en évolution de −0,64 % par rapport à 2016 (Puy-de-Dôme : +2,1 %, France hors Mayotte : +2,11 %).
| 1793 | 1800 | 1806 | 1821 | 1831 | 1836 | 1841 | 1846 | 1851 |
| ---- | ---- | ---- | ---- | ---- | ---- | ---- | ---- | ---- |
| 297  | 221  | 252  | 271  | 364  | 346  | 345  | 363  | 348  |

| 1856 | 1861 | 1866 | 1872 | 1876 | 1881 | 1886 | 1891 | 1896 |
| ---- | ---- | ---- | ---- | ---- | ---- | ---- | ---- | ---- |
| 360  | 337  | 294  | 299  | 304  | 274  | 295  | 278  | 292  |

| 1901 | 1906 | 1911 | 1921 | 1926 | 1931 | 1936 | 1946 | 1954 |
| ---- | ---- | ---- | ---- | ---- | ---- | ---- | ---- | ---- |
| 257  | 252  | 218  | 184  | 174  | 171  | 153  | 127  | 138  |

| 1962 | 1968 | 1975 | 1982 | 1990 | 1999 | 2006 | 2011 | 2016 |
| ---- | ---- | ---- | ---- | ---- | ---- | ---- | ---- | ---- |
| 125  | 120  | 142  | 131  | 132  | 147  | 160  | 147  | 157  |

| 2021 | 2022 | - | - | - | - | - | - | - |
| ---- | ---- | - | - | - | - | - | - | - |
| 157  | 156  | - | - | - | - | - | - | - |

## Culture locale et patrimoine

### Lieux et monuments
Le château de Collanges a été remanié au XVIIIe siècle.
Au-dessus du portail de l'église Sainte-Eutrope, la pietà, du XVIe siècle, est classée.